# حسين أبو كف
كان الشيخ حسين أبو كَفّ (1855-1955) شيخ قبيلة الحريزات  التي ضمت ثلاث فصائل: أبو كَفّ، الأطرش، والبطون. شغل أثناء الحكم العثماني منصب نائب في البرلمان، وكان خلال فترة الانتداب رئيسًا لبلدية بئر السبع (1924-1927) وقاضيًا في المحكمة العشائرية في بئر السبع.

عيَّنهُ المُفَوَّض السامي أثناء الانتداب البريطاني على فلسطين في عام 1923، قاضيًا في محكمة بئر السبع العشائرية، وكانت قراراته وأحكامه ملزمة سواء صدرت في المحكمة أو في البيت.

## أملاكه
امتلك الشيخ حسين أبو كَفّ العديد من الأراضي في منطقة قرية أم بطين في النقب، ويسكنها اليوم أحفادُه ونسله من أبناء قبيلة أبو كَفّ. كانت أراضيه تقع على حدود مستوطنة عومر اليوم (وهو الجزء الذي صادرته دولة إسرائيل). كما امتلك أرضًا في قرية الزَّرنوق غير المعترف بها، والعديد من الأراضي الأخرى في منطقة أبو تلول. إضافة إلى ذلك، كان يملك بئرين للماء في بئر السبع دُعيا على اسمه (كان اشترى البئرين من حسين بن سالم المَلْطَعَة، شيخ المِحِمْدِيّين (نِسْبَةً إِلة "مْحِمِّد")، وشاركهُ فيهِما داوود أفندي خليل الكاتب، بالإضافة إلى بُستان في منطقة البلدة القديمة (بالقرب من السُّوق البلدي في بئر السبع).